# سعد الدولة الأبهري
سعد الدولة بن هبة الله بن محاسب الأبهري طبيب يهودي ورجل دولة في بلاد فارس في القرن الثالث عشر. وكان الوزير الكبير من 1289 إلى 1291 تحت إيلخان المنغولية في بلاد فارس، أرغون خان.